# Gunnar Sønsteby

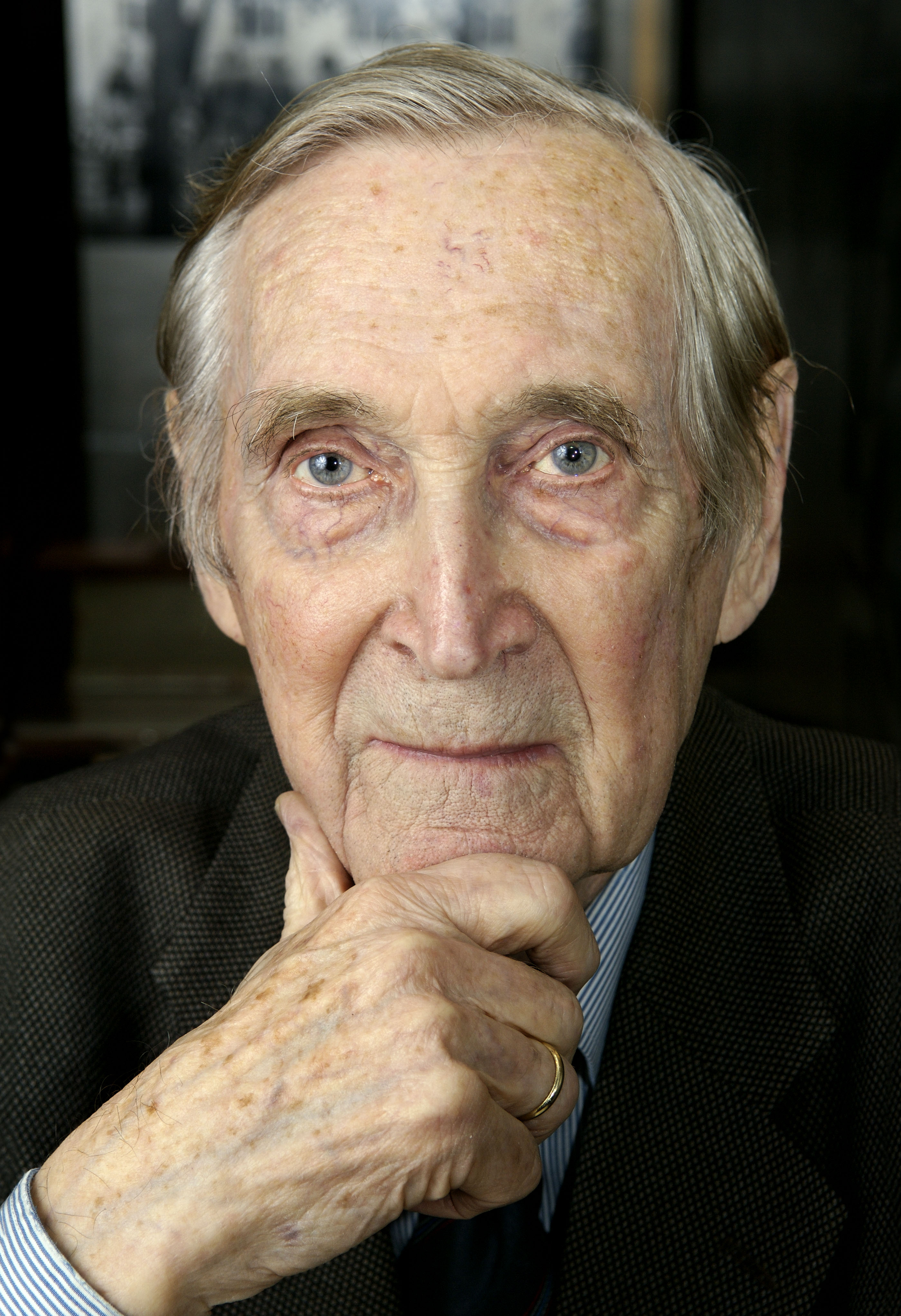
Gunnar Sønsteby em 2008

Gunnar Fridtjof Thurmann Sønsteby OSD (Rjukan, 11 de janeiro de 1918 - Oslo, 10 de maio de 2012) foi um militar norueguês e membro da resistência à ocupação nazista da Noruega durante a II Guerra Mundial.. Era a pessoa mais condecorada da Noruega.

## Algumas Premiações
- Ordem de Santo Olavo;
- Cruz de Guerra;
- Cruz de Honra da Polícia norueguesa;
- Medalha da Liberdade;
- Estrela 1939-45.